# Batalha dos Confeiteiros Brasil
Batalha dos Confeiteiros Brasil foi um talent show brasileiro produzido pela Endemol Shine Brasil e exibido pela RecordTV em parceria com a Discovery Home & Health. É comandado por Buddy Valastro. É a versão brasileira do programa americano Next Great Baker, em que o vencedor ganha um estágio na Carlo's Bakery e apresenta competidores que participam de desafios que testam suas habilidades de cozinhar e decoração, no qual a cada semana um participante é eliminado. O campeão do programa foi contratado para comandar a primeira filial da Carlo’s Bakery no Brasil.  A primeira temporada estreou em 30 de setembro de 2015.
Segundo dados do IBOPE, é o segundo programa de culinária mais assistido do Brasil, perdendo apenas para Bake Off SBT 2. Em seu programa de estreia, obteve uma audiência maior do que a  alcançada pela final do MasterChef da Rede Bandeirantes. A segunda temporada, apesar de ter sido confirmada em 2016, começou a produção em 2017, com exibição em 2018.

## Formato
Os competidores têm um só objetivo: ser escolhido por Buddy Valastro para comandar a filial da Carlo’s Bakery no Brasil. Para provar seu talento ao Cake Boss, os confeiteiros são testados em todos os episódios em dois deliciosos e surpreendentes desafios.
A cada etapa vencida, uma vantagem pode ajudar o participante a caminhar rumo a grande final. Numa disputa contra o relógio, os nervos ficam à flor da pele e a adrenalina toma conta da cozinha enquanto os competidores criam bolos monumentais para se dar bem no jogo.
Talento, estratégia e técnica são os ingredientes para se salvar da eliminação semanal. Entre uma medida e outra, convidados ilustres passam pela cozinha para dar um toque a mais à competição. O que não pode é perder a mão na massa e colocar os bolos em risco.
Em cada episódio ocorrem dois desafios: o Desafio do Confeiteiro e o Desafio de Eliminação.
- Desafio do Confeiteiro: Provas geralmente individuais onde o vencedor ganha determinada vantagem no Desafio de Eliminação.
- Desafio de Eliminação: Disputado em grupos. A equipe perdedora do Desafio tem um de seus integrantes eliminados.

## Produção
Com o sucesso de talent shows culinários no Brasil, a RecordTV trouxe para as noites de quarta-feira, a versão brasileira do formato Next Great Baker. A atração é um formato da Discovery Networks, sob o comandado de Buddy Valastro, conhecido como Cake Boss. Produzido pela Endemol Shine Brasil, a primeira temporada estreou em 30 de setembro de 2015, com reapresentação no canal Discovery Home & Health, a partir de 6 de outubro de 2015.
A emissora estudou produzir a segunda temporada em 2016, porém desistiu da ideia após avaliar que, naquele momento, havia uma saturação de programas culinários no Brasil e Buddy precisava de mais tempo para seus projetos internacionais. A produção da segunda temporada foi confirmada para ser gravada no final de 2017, com exibição em janeiro de 2018. O programa foi novamente adiado para ser exibido somente no mês de abril. A emissora confirmou em 18 de abril a estreia do programa.

## Temporadas
Até à 2ª temporada, o Batalha dos Confeiteiros já contou com 30 participantes oficiais. Entre eles, o estado de São Paulo possui o maior número de participantes, com 13 participantes. Seguido por Rio de Janeiro com cinco, Bahia e Ceará com dois e Amazonas, Mato Grosso, Pernambuco, Santa Catarina e Sergipe com apenas um. Somente 3 estrangeiros participaram do programa: uma colombiana, um singapurano e um italiano.
| Edição                            | Estreia                | Final                 | Vencedor(a)     | 2º Lugar      | Outros participantes em ordem de eliminação | Total de participantes | N.º de episódios |
| --------------------------------- | ---------------------- | --------------------- | --------------- | ------------- | --- | ---------------------- | ---------------- |
| Batalha dos Confeiteiros Brasil 1 | 30 de setembro de 2015 | 9 de dezembro de 2015 | Rick Zavala     | Marcia Acácio | Manuka • Bruna Monari • Rodolfo Araújo • Léo Vilela • Mari CoraliI • Ju Andreazi • Alex Alvino • Rosangela Marinho • Gustavo Henrique • Candelaria Forero • Manu Monteiro • Chico Zinneck                                    | 14                     | 11               |
| Batalha dos Confeiteiros Brasil 2 | 18 de abril de 2018    | 11 de julho de 2018   | Iara Cavalcanti | Luiz Toledo   | Dominique Conceição • Ineu Oliveira • Suyan Lolas • Alê Peruzzo • James Lhu • Vinícius Costa • Ícaro Lobo • Giovanni Lo Grasso • Igor Xavier • Elisabeth Teodoro • Tati Benazzi • Cleverson Penna • Rita Santos • Manu Weyne | 16                     | 13               |

## Audiência
Os dados são providos pelo IBOPE e se referem ao público da Grande São Paulo.
| Temporada | Horário             | Episódios | Estreia                | Estreia   | Final                 | Final     | Média-geral (em pontos do IBOPE) | Ref.        |
| Temporada | Horário             | Episódios | Data                   | Audiência | Data                  | Audiência | Média-geral (em pontos do IBOPE) | Ref.        |
| --------- | ------------------- | --------- | ---------------------- | --------- | --------------------- | --------- | -------------------------------- | ----------- |
| 1         | Quarta-feira, 22h30 | 11        | 30 de setembro de 2015 | 12.8      | 9 de dezembro de 2015 | 11.5      | 11.6                             | [ 4 ] [ 5 ] |
| 2         | Quarta-feira, 22h30 | 13        | 18 de abril de 2018    | 6.3       | 11 de julho de 2018   | 6.8       | 7.1                              | [ 6 ] [ 7 ] |

- Em 2015, cada ponto representa 67,1 mil domicílios ou 198,1 mil pessoas na Grande São Paulo.

- Em 2018, cada ponto representa 71,8 mil domicílios ou 201,1 mil pessoas na Grande São Paulo.